# Smile (альбом)
Smile — студийный альбом американской рок-группы The Beach Boys, планировавшийся к выпуску в начале 1967 года. По идее Брайана Уилсона Smile должен был превзойти альбом Pet Sounds (1966) и стать вершиной творчества The Beach Boys. Однако развивавшаяся депрессия и паранойя Уилсона, неприятие новой формы музыки некоторыми членами группы и лейбла, в том числе, привели к творческому истощению, и работа над альбомом была полностью остановлена; все записи были запечатаны. Единственная законченная песня с альбома — «Good Vibrations» — вышла на сингле в октябре 1966 года. Часть песен Smile была перезаписана в течение последующих лет и распределена по альбомам 1967—1971 годов. На протяжении сорока лет, прошедших с записи, альбом приобрёл легендарный статус. В 2004 году Брайан Уилсон выпустил свою, заново записанную, версию альбома. В ноябре 2011 года оригинальные записи The Beach Boys с сессий Smile были впервые официально выпущены под названием The Smile Sessions — до того альбом в различных вариантах можно было найти на бутлегах.

## История

### Корни альбома
Корни Smile уходят в период записи альбома Pet Sounds. 17 февраля 1966 года Брайан Уилсон начал работать над новой композицией — «Good Vibrations». По мере того, как Уилсон открывал новые, беспрецедентные технологии записи, потенциал песни всё более расширялся, и стало очевидно, что планировать её для Pet Sounds было уже поздно. Работа над «Good Vibrations» растянулась до сентября 1966 года и в итоге обошлась студии в 50 000 долларов, что в то время было рекордом для записи одной песни.
Ключевым моментом к началу работы собственно над альбомом послужила встреча Уилсона с поэтом и музыкантом Ваном Дайком Парксом, состоявшаяся в конце зимы 1966 года. Сразу после завершения Pet Sounds в мае того же года Уилсон пригласил Паркса к участию в создании нового альбома под временным названием «Dumb Angel».

### Работа в студии
Записи в студии начались 3 августа 1966 года с песни «Wind Chimes», однако до конца сентября всё внимание Уилсона уделялось «Good Vibrations». Именно эта композиция, представляющая многослойное музыкальное полотно, созданное из маленьких разрозненных фрагментов записей, послужила образцом для работы над остальными песнями Smile. После выхода «Good Vibrations» на сингле в октябре началась интенсивная работа над песней «Heroes and Villains», общие контуры которой были намечены во время репетиций ещё в мае того же года.
Как и в Pet Sounds, вся инструментальная часть композиций выполнялась сессионными музыкантами, следовавшим чётким указаниям Уилсона. Остальные участники The Beach Boys, проводя значительную часть времени на гастролях, приезжали в студию, лишь чтобы записать свои вокальные партии, дублируя более-менее готовые инструментальные дорожки. Ознакомившись с текстами песен нового альбома, члены группы стали выражать недоумение, особенно откровенен был Майк Лав, основной вокалист и соавтор большинства песен The Beach Boys. Главной проблемой для него были слова песен Паркса — слишком абстрактные и терявшие для Лава всякий смысл. Лишь «Heroes and Villains» вселяла в группу уверенность, обещая стать новой «Good Vibrations», однако Брайан Уилсон, к раздражению коллектива и лейбла, никак не мог прийти к удовлетворительному для него варианту, каждый раз дополняя, убирая и изменяя элементы композиции, ставшей ключевой в программе Smile. Кроме того, на процесс работы стало серьёзно отражаться резко увеличившееся употребление Уилсоном марихуаны, гашиша и ЛСД.
28 ноября 1966 года стал по мнению многих в окружении группы чёрным днём для альбома — моментом, когда первые признаки паранойи Брайана Уилсона напрямую стали мешать работе. В тот день в студии записывалась композиция «Fire» («Mrs O’Leary’s Cow») — один из элементов сюиты о четырёх стихиях; были также сделаны записи огня, а чтобы создать соответствующее настроение при записи Уилсон потребовал от музыкантов играть в пожарных касках. Спустя несколько дней в доме напротив студии случился пожар, здание выгорело дотла. Уилсон же решил, что это его песня каким-то образом повлияла на возникновение пожара, и что в этом инциденте было задействовано колдовство; в пожарной части он сверился со статистикой пожаров и когда увидел, что процент возгораний действительно был необычно высоким в то время, он прекратил всякую работу над этой композицией, веря в её мистическую связь с пожарами.

### Трудности проекта
В результате, всё более увеличивающаяся творческая непредсказуемость и психическое состояние Уилсона, как и неприятие новой музыки членами группы и лейбла, в том числе, стали приводить к общему расшатыванию проекта. Позже Уилсон в интервью журналу Rolling Stone обрисовал картину того времени: «Я слишком увлекался наркотиками и стал создавать совершенно бредовые вещи. Слишком заумные для слушателей. Я стал слишком заумным, слишком претенциозным и стал делать вещи, которые в общем были далеки от духа The Beach Boys — это были вещи сугубо мои».
17 декабря 1966 года Брайана Уилсона сняли для передачи «Inside Pop: The Rock Revolution», показанной на телеканале Си-Би-Эс; музыкант исполнил новую композицию «Surf’s Up» под аккомпанемент фортепиано (трансляция состоялась 25 апреля 1967 года). Тогда же он заявил Capitol Records, что ожидаемый ими сингл «Heroes and Villains» к 1 января 1967 года готов ещё не будет, а что касается альбома, то дата завершения была им обозначена 15 января. Узнав об этом, лейбл отодвинул сроки выпуска Smile до марта вместо планировавшегося января (в это время уже началась работа над обложкой).
Однако из-за давления лейбла, требовавшего новый сингл от группы, Уилсон в конце декабря 1966 года прервал общую работу над альбомом и сосредоточился на «Heroes and Villains», задействовав такой же скрупулёзный метод монтажа, как и в «Good Vibrations».
«Heroes and Villains» была наконец полностью закончена 2 марта 1967 года, после чего Уилсон обратился к более развёрнутой работе над песней «Vega-Tables». 10 апреля студию Уилсона посетил Пол Маккартни и принял участие в эпизоде записи песни. Тогда же он проиграл Уилсону запись «A Day in the Life» с ещё невышедшего альбома The Beatles Sgt. Pepper’s Lonely Hearts Club Band и лично исполнил на фортепиано «She’s Leaving Home», что произвело впечатление как на The Beach Boys, так и на Уилсона в частности. Месяцем ранее, услышав по радио песню The Beatles «Strawberry Fields Forever», Уилсон признался Майклу Фоссе, работнику студии, что The Beatles «добрались до финиша первыми». Он был поражён их работой.
К этому времени стали разрастаться разногласия между Уилсоном и Ваном Дайком Парксом по поводу текстов песен; кроме того, Паркса самого не удовлетворяло отсутствие прогресса в работе. В итоге 14 апреля Паркс порвал отношения с Уилсоном и всем проектом Smile.

### Конец проекта
При постоянном давлении Capitol Records (на которых 28 февраля The Beach Boys подали в суд за недоплату гонораров), раздражении остальных участников группы и уходе Паркса, Брайан Уилсон стал терять уверенность в альбоме. К тому времени, стало очевидно, что Уилсон не в состоянии закончить работу. В итоге 6 мая 1967 года пиар-менеджер группы Дерек Тейлор сделал заявление в британской прессе, что материал со Smile запечатан, и что альбома не будет. Несмотря на то, что Уилсон работал в студии над песней «I Love to Say Da Da» ещё несколько дней, проект был в принципе остановлен. Лидер The Beach Boys погрузился в глубокую депрессию и отчуждённость, отдавая себе отчёт, что самый золотой момент группы им был упущен. «Good Vibrations», таким образом, стала единственной выпущенной песней со Smile.

### НаследиеSmile
После того, как тема со Smile была закрыта, в начале лета 1967 года встал вопрос, что делать дальше, так как контрактные обязательства Capitol Records требовали от группы новый материал. Было решено записать новый альбом, опираясь на песни Smile. Однако в отличие от предыдущих сессий, было решено не тратить много времени в студии и упростить аранжировки. Записи проходили в доме Брайна Уилсона; для этого там специально была оборудована звукозаписывающая студия. Сам Уилсон хоть и участвовал в записи альбома, но проявлял мало интереса к собственно процессу студийной работы, будучи глубоко подавленным судьбой Smile. Итогом стал альбом Smiley Smile, вышедший в сентябре 1967 года. В него вошли четыре заново записанные песни из проекта Smile: «Heroes and Villains» (вышла на сингле в июле 1967), «Wonderful», «Vege-tables» и «Wind Chimes». Также были включены кардиально изменённая «Mrs. O’Leary’s Cow», переименованная в «Fall Breaks and Back to Winter (Woody Woodpecker Symphony)» и также переделанная «He Gives Speeches» под названием «She’s Going Bald». Из оригинальных записей со «Smile» в альбом вошла лишь «Good Vibrations», ставшая международным хитом в 1966 году (Брайан Уилсон принципиально не хотел её включать, но лейбл пытался таким образом раскрутить альбом). Smiley Smile вызвал шок у критиков, ожидавших с нетерпением в своё время Smile и ещё год назад провозгласивших Уилсона гением; репутация группы была серьёзно и надолго подорвана. На фоне психоделического рока, последних работ The Beatles, The Who и других, The Beach Boys были списаны музыкальной индустрией как группа вчерашнего дня.
В течение последующих четырёх лет были перезаписаны и выпущены ещё несколько песен со Smile. «Our Prayer» и «Cabinessence» были включены в альбом 20/20, вышедший в феврале 1969 года. Песня «I Love to Say Da Da» (она же «In Blue Hawaii») была записана под названием «Cool, Cool Water» для альбома Sunflower (вышел в августе 1970 года). Полная версия «Surf’s Up», основанная на элементах оригинальной дорожки 1966 года, была воссоздана Карлом Уилсоном и выпущена на одноимённом альбоме 1971 года.
На протяжении сорока лет, прошедших с записи, альбом приобрёл легендарный статус, и его можно было достать лишь на бутлегах в самых различных версиях. В 1993 году в составе бокс-сета Good Vibrations: Thirty Years of The Beach Boys впервые официально была выпущена часть оригинальных записей Smile («Our Prayer», «Wonderful», «Cabin Essence», «Wind Chimes», «Do You Like Worms», «Vege-Tables», «I Love to Say Da-Da», «Heroes and Villains» и соло-исполнение «Surf’s Up» Брайаном Уилсоном, которое Элвис Костелло сравнил с открытием записи настоящего концерта Моцарта).
В 2004 году Брайан Уилсон выпустил свою заново записанную версию альбома Smile и тогда же дал серию концертов с программой альбома. Именно это издание впервые представило список композиций Smile (до того так никогда и не утверждённый) и послужило образцом для выхода в ноябре 2011 года подлинного альбома Smile The Beach Boys под названием The Smile Sessions, что указывало на незавершённость альбома, нейтрализуя, таким образом, попытки представить данное издание таким, каким бы оно вышло в 1967 году. The Smile Sessions вышли в нескольких форматах: компакт-диск (х2, а также бокс-сет), грампластинка (х2) и mp3 (включая iTunes).

## Концепция
В музыкальном и поэтическом плане Уилсон и Паркс намеревались создать отличительно американский альбом по стилю и тематике — в противовес господству британской поп-культуры того времени. Ими было намечено культурное и музыкальное путешествие по Америке с востока на запад, начиная с Плимутского камня («Do You Like Worms — Roll Plymouth Rock») и заканчивая Гавайями («Love to Say Dada», она же «In Blue Hawaii»), параллельно обрисовывавшее темы американской истории («Heroes and Villains»). Следуя этой концепции, Уилсон обратился к наследию американской популярной музыки; в результате в его новаторские композиции были вплетены фрагменты известных песен прошлого, включая «The Old Master Painter» (популяризованная Пегги Ли), эвергрин «You Are My Sunshine», джазовый стандарт «I Wanna Be Around» (записанный Тони Беннетом), «Gee» (ду-уап группы 1950-х годов The Crows). Известно, что на Уилсона ещё в раннем возрасте глубокое влияние оказала музыка Джорджа Гершвина (особенно его «Голубая рапсодия»), и Smile следует как подчёркнутому американизму Гершвина, так и эпизодическому и программному характеру его работ.
Кроме того, Smile также затрагивал одновременно несколько разных тем: непосредственность юности (в октябре 1966 года Уилсон в интервью сказал, что Smile будет «симфонией тинейджеров Богу»); «сюита стихий» (земля, вода, воздух, огонь) и юмор (название альбома восходит именно к этой теме; Уилсон одно время планировал даже дополнительный диск юмористического характера, и было записано множество импровизированных диалогов абсурдного характера, однако эта идея была оставлена). Помимо всего этого, серьёзное влияние на текстуру и структуру проекта оказывали эксперименты Уилсона с ЛСД.

## Отзывы критиков
Альбом с нетерпением ожидался музыкальной индустрией с конца 1966 года. Новаторская концепция и технология альбома Pet Sounds и особенно последующего сингла «Good Vibrations» настроили музыкальную индустрию на появление нового шедевра от Брайана Уилсона. Этому также способствовал новый пиар-менеджер группы британец Дерек Тейлор, ранее работавший с The Beatles, который создавал атмосферу таинственности вокруг фигуры Брайана Уилсона и его нового альбома (именно Тейлор нарёк Уилсона «гением» и популяризовывал этот эпитет в прессе). Благодаря всему этому, в конце 1966 — начале 1967 годов Smile называли «самым обсуждаемым альбомом, которого никто ещё не слышал»; о The Beach Boys писали как о самых главных конкурентах The Beatles; в частности, согласно ежегодному опросу британского журнала New Musical Express, опубликованному 10 декабря 1966 года, The Beach Boys были признаны лучшей «вокальной группой мира» 1966 года, опередив The Beatles. В Америке в январе 1967 года «Good Vibrations» была номинирована на три награды «Грэмми». Однако с остановкой работы над альбомом, последовавшим отказом The Beach Boys выступить на фестивале в Монтерее (якобы из-за опасений Уилсона выступать перед «продвинутой» публикой без нового адекватного материала) и выходом Smiley Smile в качестве заменителя Smile, музыкальная пресса отвернулась от коллектива.
Со временем альбом вернул свой легендарный статус, и критики стали писать больше о потенциале альбома, о том, что могло бы быть, придавая так и неизданному альбому ещё большую легендарность.
При выходе в 2004 году сольного альбома Брайана Уилсона Smile, критики и слушатели, наконец, смогли составить мнение об альбоме. Оценить, является ли эта работа действительно наивысшим художественным достижением Брайана Уилсона, представлялось затруднительным, так как она оказалась изъятой из контекста своего времени. Тем не менее, альбом и выступления Уилсона с программой Smile получили множество положительных отзывов. Альбом достиг 13-го места в американском хит-параде и был номинирован на три награды «Грэмми» (Уилсон впервые получил сольную награду «Грэмми» за «Лучшее инструментальное рок-исполнение» за «Mrs. O’Leary’s Cow»). А в 2005 году дизайн альбома (отличавшийся от оригинала Smile 1967 года) получил награду «ALEX» за лучшее оформление обложки виниловой пластинки.

## Обложка
Рисунок обложки выполнен Фрэнком Холмсом, другом Вана Дайка Паркса, а цветные фотоснимки группы были выполнены Гаем Вебстером. В ожидании альбома, по заказу Capitol Records в начале 1967 года было отпечатано 466 000 обложек и 419 000 буклетов.

## Список композиций
Так как альбом не был завершён, порядок и количество песен Smile официально никогда не были утверждены. В начале декабря 1966 года Capitol Records получили написанный от руки список песен — для обложки альбома. Автор списка неизвестен, но подразумевалось, что это лишь предварительный порядок, и что окончательный вариант может отличаться от представленного списка. Именно от этого списка отталкивались всевозможные издания альбома на бутлегах. Впервые программа Smile была официально представлена лишь в 2004 году, когда Брайан Уилсон выпустил одноимённый альбом с заново записанными песнями. Выпущенный в 2011 году The Smile Sessions The Beach Boys следует порядку сольного альбома Уилсона с добавлением различных дублей песен.

### «Smile» (Альбом Брайана Уилсона, 2004)
| №   | Название                                            | Автор(ы)                                                               | Длительность |
| --- | --------------------------------------------------- | ---------------------------------------------------------------------- | ------------ |
| 1.  | «Our Prayer / Gee»                                  | Брайан Уилсон / Уильям Дэвис и Моррис Леви                             | 2:09         |
| 2.  | «Heroes and Villains»                               | Б. Уилсон / Ван Дайк Паркс                                             | 4:53         |
| 3.  | «Roll Plymouth Rock»                                | Б. Уилсон / В. Д. Паркс                                                | 3:48         |
| 4.  | «Barnyard»                                          | Б. Уилсон / В. Д. Паркс                                                | 0:58         |
| 5.  | «Old Master Painter / You Are My Sunshine)»         | Хевен Гиллеспи и Бисли Смит / Джимми Дэвис и Чарльз Митчел             | 1:04         |
| 6.  | «Cabin Essence»                                     | Б. Уилсон / В. Д. Паркс                                                | 3:27         |
| 7.  | «Wonderful»                                         | Б. Уилсон / В. Д. Паркс                                                | 2:07         |
| 8.  | «Song for Children»                                 | Б. Уилсон / В. Д. Паркс                                                | 2:16         |
| 9.  | «Child Is Father of the Man»                        | Б. Уилсон / В. Д. Паркс                                                | 2:18         |
| 10. | «Surf’s Up»                                         | Б. Уилсон / В. Д. Паркс                                                | 4:07         |
| 11. | «I’m in Great Shape / I Wanna Be Around / Workshop» | Б. Уилсон и В. Д. Паркс / Джонни Мерсер и Сэди Виммерстедт / Б. Уилсон | 1:56         |
| 12. | «Vega-Tables»                                       | Б. Уилсон / В. Д. Паркс                                                | 2:19         |
| 13. | «On a Holiday»                                      | Б. Уилсон / В. Д. Паркс                                                | 2:36         |
| 14. | «Wind Chimes»                                       | Б. Уилсон / В. Д. Паркс                                                | 2:54         |
| 15. | «Mrs. O’Leary’s Cow»                                | Б. Уилсон                                                              | 2:27         |
| 16. | «In Blue Hawaii»                                    | Б. Уилсон / В. Д. Паркс                                                | 3:00         |
| 17. | «Good Vibrations»                                   | К. Уилсон / Тони Эшер / Майк Лав                                       | 4:36         |

### «The Smile Sessions» (2011)

#### «The Smile Sessions» (2xCD)
CD 1
| №   | Название                                                          | Автор(ы)                                      | Вокал                         | Длительность |
| --- | ----------------------------------------------------------------- | --------------------------------------------- | ----------------------------- | ------------ |
| 1.  | «Our Prayer»                                                      | Брайан Уилсон / Ван Дайк Паркс                | Группа                        | 1:05         |
| 2.  | «Gee»                                                             | Уильям Дэвис и Моррис Леви                    | Группа                        | 0:51         |
| 3.  | «Heroes and Villains»                                             | Б. Уилсон / В. Д. Паркс                       | А. Джардин, Б. Уилсон, М. Лав | 4:52         |
| 4.  | «Do You Like Worms (Roll Plymouth Rock)»                          | Б. Уилсон / В. Д. Паркс                       | Б. Уилсон                     | 3:35         |
| 5.  | «I’m in Great Shape»                                              | Б. Уилсон / В. Д. Паркс                       | Б. Уилсон                     | 0:28         |
| 6.  | «Barnyard»                                                        | Б. Уилсон / В. Д. Паркс                       | Б. Уилсон                     | 0:48         |
| 7.  | «My Only Sunshine (The Old Master Painter / You Are My Sunshine)» | Хевен Гиллеспи / Джимми Дэвис и Чарльз Митчел | Д. Уилсон, М. Лав             | 1:55         |
| 8.  | «Cabin Essence»                                                   | Б. Уилсон / В. Д. Паркс                       | К. Уилсон                     | 3:30         |
| 9.  | «Wonderful»                                                       | Б. Уилсон / В. Д. Паркс                       | Б. Уилсон                     | 2:04         |
| 10. | «Look (Song for Children)»                                        | Б. Уилсон                                     | Группа                        | 2:31         |
| 11. | «Child Is Father of the Man»                                      | Б. Уилсон / В. Д. Паркс                       | Группа                        | 2:10         |
| 12. | «Surf’s Up»                                                       | Б. Уилсон / В. Д. Паркс                       | Б. Уилсон                     | 4:12         |
| 13. | «I Wanna Be Around / Workshop»                                    | Джонни Мерсер / Б. Уилсон                     | Инструментальная пьеса        | 1:23         |
| 14. | «Vega-Tables»                                                     | Б. Уилсон / В. Д. Паркс                       | Б. Уилсон, А. Джардин         | 3:49         |
| 15. | «Holidays»                                                        | Б. Уилсон                                     | Инструментальная пьеса        | 2:32         |
| 16. | «Wind Chimes»                                                     | Б. Уилсон / В. Д. Паркс                       | К. Уилсон                     | 3:06         |
| 17. | «The Elements: Fire (Mrs. O’Leary’s Cow)»                         | Б. Уилсон                                     | Инструментальная пьеса        | 2:35         |
| 18. | «Love To Say Dada»                                                | Б. Уилсон                                     | Б. Уилсон, М. Лав             | 2:32         |
| 19. | «Good Vibrations»                                                 | Б. Уилсон / Майк Лав                          | К. Уилсон, М. Лав             | 4:15         |

| №   | Название                                      | Длительность |
| --- | --------------------------------------------- | ------------ |
| 20. | «You’re Welcome»                              | 1:08         |
| 21. | «Heroes and Villains (Stereo Mix)»            | 4:53         |
| 22. | «Heroes and Villains Sections (Stereo Mix)»   | 7:16         |
| 23. | «Vega-Tables Demo»                            | 1:46         |
| 24. | «He Gives Speeches»                           | 1:14         |
| 25. | «Smile Backing Vocals Montage»                | 8:30         |
| 26. | «Surf’s Up 1967 (Solo Version)»               | 4:09         |
| 27. | «Psycodelic Sounds: Brian Falls into a Piano» | 1:30         |
| 28. | «Capitol Smile Promo (hidden track)»          | 1:02         |

CD 2
| №   | Название                                                                    | Длительность |
| --- | --------------------------------------------------------------------------- | ------------ |
| 1.  | «Our Prayer 'Dialog' (9/19/66)»                                             | 3:02         |
| 2.  | «Heroes and Villains: Part 1»                                               | 3:08         |
| 3.  | «Heroes and Villains: Part 2»                                               | 4:18         |
| 4.  | «Heroes and Villains: Children Were Raised (1/27/67)»                       | 2:07         |
| 5.  | «Heroes and Villains: Prelude to Fade (2/15/67)»                            | 3:42         |
| 6.  | «My Only Sunshine (11/14/66)»                                               | 6:52         |
| 7.  | «Cabin Essence (10/3/66)»                                                   | 5:19         |
| 8.  | «Surf’s Up: 1st Movement (11/4/66)»                                         | 4:55         |
| 9.  | «Surf’s Up: Piano Demo (12/15/66)»                                          | 3:53         |
| 10. | «Vega-Tables: Fade (4/12/67)»                                               | 5:25         |
| 11. | «The Elements: Fire session (11/28/66)»                                     | 8:27         |
| 12. | «Cool, Cool Water (Version 2) (10/26/67-10/29/67)»                          | 3:32         |
| 13. | «Good Vibrations Session Highlights»                                        | 8:20         |
| 14. | «Psycodelic Sounds: Brian Falls into a Microphone (11/4/66) [hidden track]» |              |

#### «The Smile Sessions» (2xLP)
| LP 1 | LP 2 |
| --- | --- |
| Сторона А 1. «Our Prayer» 2. «Gee» 3. «Heroes and Villains» 4. «Do You Like Worms (Roll Plymouth Rock)» 5. «I’m in Great Shape» 6. «Barnyard» 7. «My Only Sunshine (The Old Master Painter / You Are My Sunshine)» 8. «Cabin Essence» | Сторона А 1. «I Wanna Be Around / Workshop» 2. «Vega-Tables» 3. «Holidays» 4. «Wind Chimes» 5. «The Elements: Fire (Mrs. O’Leary’s Cow)» 6. «Love to Say Dada» 7. «Good Vibrations»                                     |
| Сторона Б 1. «Wonderful» 2. «Look (Song for Children)» 3. «Child is Father of the Man» 4. «Surf’s Up» | Сторона Б 1. «You’re Welcome (Stereo Mix)» 2. «Vega-Tables (Stereo Mix)» 3. «Wind Chimes (Stereo Mix)» 4. «Cabin Essence (Session Highlights and Stereo Backing Track)» 5. «Surf’s Up (Session Excerpt and Stereo Mix)» |

#### «The Smile Sessions» (Бокс-сет)
| Оценки критиков      | Оценки критиков |
| Источник             | Оценка          |
| -------------------- | --------------- |
| AllMusic             | [ 15 ]          |
| The Austin Chronicle | [ 16 ]          |
| The A.V. Club        | A               |
| BBC Music            | без оценки      |
| Billboard            | без оценки      |
| Consequence of Sound | A+              |
| The Guardian         | [ 21 ]          |
| The Independent      | без оценки      |
| Los Angeles Times    | без оценки      |
| No Ripcord           | [ 25 ]          |
| Paste                | [ 26 ]          |
| Pitchfork            | [ 27 ]          |
| PopMatters           | без оценки      |
| Rolling Stone        | [ 29 ]          |
| Spin                 | без оценки      |
| Uncut                | без оценки      |

##### CD 1
Smile:
1. «Our Prayer» — 1:06
2. «Gee» — 0:51
3. «Heroes and Villains» — 4:53
4. «Do You Like Worms (Roll Plymouth Rock)» — 3:36
5. «I’m in Great Shape» — 0:29
6. «Barnyard» — 0:48
7. «My Only Sunshine (The Old Master Painter / You Are My Sunshine)» — 1:57
8. «Cabin Essence» — 3:32
9. «Wonderful» — 2:04
10. «Look (Song for Children)» — 2:31
11. «Child is Father of the Man» — 2:14
12. «Surf’s Up» — 4:12
13. «I Wanna Be Around / Workshop» — 1:23
14. «Vega-Tables» — 3:49
15. «Holidays» — 2:33
16. «Wind Chimes» — 3:06
17. «The Elements: Fire (Mrs. O’Leary’s Cow)» — 2:35
18. «Love to Say Dada» — 2:32
19. «Good Vibrations» — 4:13

Bonus tracks:
1. «You’re Welcome» — 1:08
2. «Heroes and Villains (Stereo Mix)» — 4:53
3. «Heroes and Villains Sections (Stereo Mix)» — 7:16
4. «Vega-Tables Demo» — 1:46
5. «He Gives Speeches» — 1:14
6. «Smile Backing Vocals Montage» — 8:30
7. «Surf’s Up 1967 (Solo version)» — 4:09
8. «Psycodelic Sounds: Brian Falls into a Piano» — 1:30
9. «Smile Retail Promo Advertisement» (hidden track) — 1:02

##### CD 2
«Our Prayer»:
1. «Our Prayer 'Dialog' (9/19/66)» — 3:01
2. «Our Prayer (10/4/66)» — 6:37

«Heroes and Villains» session (10/20/66)
1. «Heroes and Villains: Verse (Master Take)» — 0:57
2. «Heroes and Villains: Barnyard (Master Take)» — 1:12
3. «Heroes and Villains: I’m in Great Shape (10/27/66)» — 4:59
4. «Heroes and Villains: Intro (Early Version) circa 12/66» — 0:35

«Heroes and Villains» session (1/3/67):
1. «Heroes and Villains: Do a Lot» — 0:53
2. «Heroes and Villains: Bag of Tricks» — 2:58
3. «Heroes and Villains: Mission Pak» — 0:55
4. «Heroes and Villains: Bridge to Indians» — 1:47
5. «Heroes and Villains: Part 1 Tag» — 1:19
6. «Heroes and Villains: Pickup to 3rd Verse» — 0:55

«Heroes and Villains» session (1/27/67):
1. «Heroes and Villains: Children Were Raised» — 2:07
2. «Heroes and Villains: Part 2 (Cantina track)» — 1:21
3. «Heroes and Villains: Whistling Bridge» — 1:14
4. «Heroes and Villains: Cantina» — 1:36
5. «Heroes and Villains: All Day» — 2:19
6. «Heroes and Villains: Verse Edit Experiment» — 0:48

«Heroes and Villains» session (2/15/67):
1. «Heroes and Villains: Prelude to Fade» — 3:43
2. «Heroes and Villains: Piano Theme» — 2:43

«Heroes and Villains» session (2/20/67):
1. «Heroes and Villains: Part 2» — 2:31
2. «Heroes and Villains: Part 2 (Gee) (Master Take)» — 2:36
3. «Heroes and Villains: Part 2 Revised» — 1:54
4. «Heroes and Villains: Part 2 Revised (Master Take)» — 0:48
5. «Heroes and Villains: Part 3 (Animals) (Master Take)» — 1:18
6. «Heroes and Villains: Part 4» — 2:36
7. «Heroes and Villains: Part Two (Master Take) (2/27/67)» — 1:44
8. «Heroes and Villains: Fade (2/28/67)» — 6:35

«Heroes and Villains» session (3/1/67):
1. «Heroes and Villains: Verse Remake» — 4:16
2. «Heroes and Villains: Organ Waltz / Intro» — 2:04

«Heroes and Villains» session (6/14/67):
1. «Heroes and Villains: Chorus Vocals» — 0:48
2. «Heroes and Villains: Barbershop» — 1:50
3. «Heroes and Villains: Children Were Raised (Remake)» — 1:06
4. «Heroes and Villains: Children Were Raised (Master Take Overdubs Mix 1)» — 0:26
5. «Heroes and Villains: Children Were Raised (Master Take A Capella)» — 0:27

Bonus tracks:
1. «Heroes and Villains Piano Demo (incorporating 'I’m in Great Shape' and 'Barnyard') Brian with Van Dyke Parks and 'Humble Harve' Miller, KHJ Radio (11/4/66)» — 4:17
2. «Psycodelic Sounds: Brian Falls into a Microphone (11/4/66)» — 1:10
3. «Psycodelic Sounds: Moaning Laughing (11/4/66)» — 1:09

##### CD 3
«Do You Like Worms» session (10/18/66):
1. «Do You Like Worms: Part 1» — 5:21
2. «Do You Like Worms: Part 2 (Bicycle Rider)» — 1:55
3. «Do You Like Worms: Part 3» — 2:43
4. «Do You Like Worms: Part 4 (Bicycle Rider)» — 1:10
5. «Do You Like Worms: Bicycle Rider Overdubs (Heroes and Villains Part 2) (1/5/67)» — 0:22

«The Old Master Painter / You Are My Sunshine»:
1. «My Only Sunshine: Parts 1 & 2 (11/14/66)» — 6:51
2. «My Only Sunshine: Part 2 (Master Take With Vocal Overdubs) (2/10/67)» — 0:45

«Cabin Essence» session (10/3/66):
1. «Cabin Essence: Verse» — 2:14
2. «Cabin Essence: Chorus» — 2:28
3. «Cabin Essence: Tag» — 2:31

«Wonderful»:
1. «Wonderful (Version 1) (8/25/66)» — 2:59

«Wonderful» (Version 2 «Rock With Me, Henry») session (1/9/67):
1. «Wonderful (Version 2)» — 3:25
2. «Wonderful (Version 2 Tag)» — 2:54
3. «Wonderful (Version 3) (4/10/67?)» — 2:41

«Look» («Song for Children»):
1. «Look (8/12/66)» — 4:52

«Child is Father of the Man»:
1. «Child is Father of the Man (Version 1) (10/7/66)» — 4:57
2. «Child is Father of the Man (Version 2) (10/11/66)» — 5:38

«Surf’s Up»:
1. «Surf’s Up: 1st Movement (11/4/66)» — 4:54
2. «Surf’s Up: Talking Horns (11/7/66)» — 3:42
3. «Surf’s Up: Piano Demo (Master Take) (12/15/66)» — 3:52

«I Wanna Be Around / Workshop (Friday Night)»:
1. «I Wanna Be Around (11/29/66)» — 3:08

«Vegetables» sessions (4/4/67-4/11/67):
1. «Vegetables: Verse (Master Take Track) (4/4/67-4/11/67)» — 2:02
2. «Vegetables: Sleep a Lot (Chorus)» — 2:34
3. «Vegetables: Chorus 1 (Master Take)» — 1:05
4. «Vegetables: 2nd Chorus (Master Take Track and Backing Vocals)» — 1:03
5. «Vegetables: Insert (Part 4) (Master Take)» — 0:37
6. «Vegetables: Crunching Session» (hidden track) — 1:02
7. «Workshop Session» (hidden track) — 1:40

##### CD 4
«Vegetables» sessions (continued):
1. «Vegetables: Fade (4/12/67)» — 5:25
2. «Vegetables: Ballad Insert (4/14/67)» — 1:03

«Holidays»:
1. «Holidays (9/8/66)» — 7:32

«Wind Chimes»:
1. «Wind Chimes (Version 1) (8/3/66)» — 6:46

«Wind Chimes» (Version 2) session (10/5/66):
1. «Wind Chimes (Version 2)» — 5:00
2. «Wind Chimes (Version 2 Tag)» — 2:51

«The Elements: Fire (Mrs. O’Leary’s Cow)»:
1. «The Elements (Fire) (11/28/66)» — 8:27

«Da Da» session (12/22/66):
1. «Da Da (Taped Piano Strings)» — 1:00
2. «Da Da (Fender Rhodes)» — 1:21

«Love to Say Dada» sessions (5/16/67-5/18/67):
1. «Love to Say Dada: Part 1 (5/16/67)» — 1:22
2. «Love to Say Dada: Part 2 (5/17/67)» — 1:57
3. «Love to Say Dada: Part 2 (Master Take) (5/17/67)» — 1:21
4. «Love to Say Dada: Part 2 (Second Day) (5/18/67)» — 2:00

«Cool, Cool Water»:
1. «Cool, Cool Water (Version 1) (6/7/67)» — 2:21
2. «Cool, Cool Water (Version 2) (10/26/67 & 10/29/67)» — 3:31

Smile additional sessions:
1. «You’re Welcome (12/15/66)» — 6:41
2. «You’re With Me Tonight (6/6/67-6/7/67)» — 2:46
3. «Tune X (3/3/67-3/31/67)» — 2:18
4. «I Don’t Know (1/12/67)» — 3:03
5. «Three Blind Mice (10/15/65)» — 2:11
6. «Teeter Totter Love (Jasper Dailey) (1/25/67 & 2/9/67)» — 1:49

Bonus tracks:
1. «Psycodelic Sounds — Underwater Chant (11/4/66)» — 1:45
2. «Hal Blaine Vega-Tables Promo Session (11/16/66)» — 1:28
3. «Heroes and Villains: Early Version Outtake Sections (1/67-2/67)» — 5:04
4. «The Elements: Fire (Mrs. O’Leary’s Cow) (Burning Wood Session)» (hidden track) — 0:45

##### CD 5
«Good Vibrations» sessions:
1. «Good Vibrations: Gold Star 2/18/66 (The Pet Sounds Session)» — 7:27
2. «Good Vibrations: Gold Star 4/9/66» — 6:57
3. «Good Vibrations: Western 5/4/66 (First Chorus)» — 2:24
4. «Good Vibrations: Western 5/4/66 (Second Chorus & Fade)» — 3:28
5. «Good Vibrations: Sunset Sound 5/24/66 (Part 1)» — 1:20
6. «Good Vibrations: Sunset Sound 5/24/66 (Parts 2 & 3)» — 1:45
7. «Good Vibrations: Sunset Sound 5/24/66 (Part 4)» — 0:47
8. «Good Vibrations: Western 5/27/66 (Part C)» — 3:32
9. «Good Vibrations: Western 5/27/66 (Chorus)» — 3:04
10. «Good Vibrations: Western 5/27/66 (Fade Sequence)» — 1:56
11. «Good Vibrations (Inspiration): Western 6/2/66 (Part 1)» — 2:44
12. «Good Vibrations (Inspiration): Western 6/2/66 (Part 3)» — 0:57
13. «Good Vibrations (Inspiration): Western 6/2/66 (Part 4)» — 0:49
14. «Good Vibrations: Western 6/16/66 (Part 1)» — 6:24
15. «Good Vibrations: Western 6/16/66 (Part 2 & Verse)» — 1:06
16. «Good Vibrations: Western 6/16/66 (Part 2 Continued)» — 5:55
17. «Good Vibrations: Western 6/18/66 (Part 1)» — 1:10
18. «Good Vibrations: Western 6/18/66 (Part 2)» — 5:03
19. «Good Vibrations (Persuasion): Western 9/1/66» — 1:49
20. «Good Vibrations: Western 9/1/66 (New Bridge)» — 3:39
21. «Good Vibrations: Session Masters» — 6:13
22. «Good Vibrations: Single Version Stereo Track» — 3:49
23. «Good Good Good Vibrations (First Version With Overdubs) 3/66» — 3:41
24. «Good Vibrations: Alternate Edit 8/24/66» — 3:32
25. «Good Vibrations: Tape Rewind» (hidden track) — 0:27

##### LP 1
Сторона А:
1. «Our Prayer»
2. «Gee»
3. «Heroes and Villains»
4. «Do You Like Worms (Roll Plymouth Rock)»
5. «I’m in Great Shape»
6. «Barnyard»
7. «My Only Sunshine (The Old Master Painter / You Are My Sunshine)»
8. «Cabin Essence»

Сторона Б:
1. «Wonderful»
2. «Look (Song for Children)»
3. «Child is Father of the Man»
4. «Surf’s Up»

##### LP 2
Сторона А:
1. «I Wanna Be Around / Workshop»
2. «Vega-Tables»
3. «Holidays»
4. «Wind Chimes»
5. «The Elements: Fire (Mrs. O’Leary’s Cow)»
6. «Love to Say Dada»
7. «Good Vibrations»

Сторона Б:
1. «You’re Welcome (Stereo Mix)»
2. «Vega-Tables (Stereo Mix)»
3. «Wind Chimes (Stereo Mix)»
4. «Cabin Essence (Session Highlights and Stereo Backing Track)»
5. «Surf’s Up (Session Excerpt and Stereo Mix)»

##### Синглы
1. «Heroes And Villains Part One» / «Heroes And Villains Part Two»
2. «Vega-Tables» [Unique 7"-Single Mix] / «Surf’s Up»